# The Shaggs
«The Shaggs» — жіночий музичний гурт, заснований у Фремонті, Нью-Гемпшир, США у 1968 році сестрами Wiggin: Дороті «Dot» Віггін (Wiggin) (вокал / соло-гітара), Бетті Віггін (вокал / ритм-гітара), Хелен Віггін (барабани). До гурту приєдналася пізніше Рейчел Віггін (бас-гітара).
Гурт формувався з ініціативи батька сестер — Остіна Віггіна, який дуже хотів, щоб його дочки були музикантами. Попри невеликі статки родини він придбав для них музичні інструменти. Єдиний студійний альбом гурту — «Philosophy of the World» (укр. Філософія світу) опублікований у 1969 році. Після нього «Shaggs» стали популярні в колі альтернативної музики, стиль їх стали визначати як «outsider music» (маргінальна музика). Після смерті Остіна Віггіна у 1975 році гурт розпався.
Після багатьох років виступів «The Shaggs» завоювали визнання й похвалу через унікальний, аматорський стиль, повну відсутність таланту учасниць гурту, так само як і через щирість лірики. Френк Заппа назвав «The Shaggs» одним зі своїх улюблених гуртів.